# Bondon
De  Bondon is een Franse kaas uit het Pays de Bray in Normandië.
De Bondon is een op de Neufchâtel AOC lijkende kaas. Het is de oudste vorm waarin deze kaas geproduceerd wordt.
De melk wordt langzaam gestremd, na toevoeging van stremsel wordt pas na 24-36 uur de wrongel verzameld. In 12 uur wordt onder lichte druk het laatste vocht afgevoerd. Aan de wrongel worden of schimmelcultures of korrels oudere kaas toegevoegd. De wrongel wordt gekneed, gezouten en in vormen gedaan. De vormen rijpen bij een temperatuur van 12 – 14°C zo’n tien dagen.
De kaas heeft een droge, fluweelzachte korst, de kaasmassa er onder is stevig en zeer soepel is. Over de korst ligt een fijne, witte donsachtige schimmel.